# Norská hokejová reprezentace do 18 let
Norská hokejová reprezentace do 18 let je výběrem nejlepších norských hráčů ledního hokeje v této věkové kategorii. Od roku 1999 se účastní mistrovství světa do 18 let. Tým je řízen Norským svazem ledního hokeje, který je členem Mezinárodní hokejové federace

## Účast na Mistrovství světa v ledním hokeji do 18 let
| MS        | Místo konání                          | Umístění                       |
| --------- | ------------------------------------- | ------------------------------ |
| MS18´1999 | Německo (Füssen a Kaufbeuren)         | 10. místo                      |
| MS18´2000 | Švýcarsko (Kloten a Weinfelden)       | Ne                             |
| MS18´2001 | Finsko (Heinola, Helsinky a Lahti)    | 9. místo                       |
| MS18´2002 | Slovensko (Piešťany a Trnava)         | 11. místo                      |
| MS18´2003 | Rusko (Jaroslavl)                     | Ne                             |
| MS18´2004 | Bělorusko (Minsk)                     | 10. místo                      |
| MS18´2005 | Česko (Plzeň a České Budějovice)      | Ne                             |
| MS18´2006 | Švédsko (Ängelholm a Halmstad)        | 10. místo                      |
| MS18´2007 | Finsko (Rauma a Tampere)              | Ne                             |
| MS18´2008 | Polsko (Toruň)                        | Ne                             |
| MS18´2009 | USA (Fargo)                           | 9. místo                       |
| MS18´2010 | Bělorusko (Minsk a Babrujsk)          | Ne                             |
| MS18´2011 | Německo (Crimmitschau a Drážďany)     | 9. místo                       |
| MS18´2012 | Česko (Brno, Znojmo a Břeclav)        | Ne                             |
| MS18´2013 | Rusko (Soči)                          | Ne                             |
| MS18´2014 | Finsko (Lappeenranta, Imatra)         | Ne                             |
| MS18´2015 | Švýcarsko (Zug, Lucern)               | Ne                             |
| MS18´2016 | USA (Grand Forks)                     | Ne                             |
| MS18´2017 | Slovensko (Poprad , Spišská Nová Ves) | Ne                             |
| MS18´2018 | Rusko Čeljabinsk, Magnitogorsk        | Ne                             |
| MS18´2019 | Švédsko Örnsköldsvik a Umeå           | Ne                             |
| MS18´2020 | USA Ann Arbor a Plymouth              | Ne                             |
| MS18'2022 | Slovensko (Piešťany)                  | 2. místo (Divize I A - postup) |
| MS18'2023 | Švýcarsko Basilej, Porrentruy         | 9. místo                       |
| MS18'2024 | Finsko Espoo, Vantaa                  | 9. místo                       |
| MS18'2025 | USA Frisco, Allen                     | 9. místo                       |